# نهائي كأس إيطاليا 1995
نهائي كأس إيطاليا 1995 هي المباراة النهائية من منافسة كأس إيطاليا 1994–95، أقيمت المباراة في 1995، بين فريقي يوفنتوس، ونادي بارما، وفاز فيها يوفنتوس، بعد أن هزم نادي بارما، بنتيجة 3 - 0.

## تفاصيل المباراة
لعبت المباراة النهائية في 1995.
| يوفنتوس | 3 -0 | نادي بارما |
| ------- | ---- | ---------- |
|         |      |            |